# Rejon szyłokarczemski
Rejon szyłokarczemski (lit. Šilutės rajono savivaldybė) – rejon w zachodniej Litwie.